# Demokrasi Partisi
Die Demokrasi Partisi (deutsch Demokratiepartei DEP) war eine politische Partei in der Türkei, die von Mai 1993 bis Juni 1994 bestand und ihren Schwerpunkt auf die Lösung der Kurdenfrage legte. Ihr Vorgänger war die Halkın Emek Partisi (HEP). Ihr Nachfolger war die Halkın Demokrasi Partisi (HADEP).

## Entstehung und Geschichte
Während gegen die HEP ein Verbotsverfahren lief, wurde die Demokratiepartei (Demokrasi Partisi = DEP) am 7. Mai 1993 gegründet und Yaşar Kaya, der Besitzer der Tageszeitung Özgür Gündem, wurde zum Vorsitzenden gewählt. Er und sieben weitere Vorstandsmitglieder wurden kurz darauf verhaftet. Die kurdischen Abgeordneten traten jedoch in diese Partei ein. Einer von ihnen, Mehmet Sincar wurde am 4. September 1993 in Batman ermordet. Auf dem ersten Kongress der Partei am 12. Dezember 1993 wurde Hatip Dicle zum Vorsitzenden gewählt. Im November 1993 wurde ein Antrag auf Verbot der Partei gestellt. Im März 1994 wurde die Immunität von Abgeordneten der DEP aufgehoben. Sie kamen in Haft und wurden vor einem Staatssicherheitsgericht angeklagt. Am 16. Juni 1994 wurde die Partei verboten. Im Dezember 1994 wurden die Abgeordneten zu hohen Freiheitsstrafen verurteilt. Sowohl das Verbot der Partei als auch das Verfahren gegen die Abgeordneten wurden vom Europäischen Gerichtshof für Menschenrechte (EGMR) als Verstoß gegen die Europäische Menschenrechtskonvention (EMRK) gesehen.

## Ausrichtung
Wie schon die HEP verfocht die ihr nachfolgende Partei DEP das Selbstbestimmungsrecht der Völker und ein Recht auf Unterricht in der Muttersprache. Beide Parteien standen im Verdacht, der verlängerte Arm der Arbeiterpartei Kurdistans PKK zu sein, die im Gebiet, das unter Ausnahmezustand (auch OHAL genannt) stand, einen bewaffneten Kampf mit den türkischen Sicherheitskräften führte. Der Verdacht wurde vor allem damit begründet, dass die Funktionäre der Partei sich weigerten, die PKK als „Terrororganisation“ zu bezeichnen. Obwohl an der Gründung der HEP auch andere Strömungen unter den Kurden und Teile der Linken in der Türkei beteiligt waren, blieb sie, wie auch DEP eine auf Ethnizität beruhende Partei für die Kurden im Südosten der Türkei. Für das Verbot der DEP waren weder das Programm noch die Satzung der DEP ausschlaggebend, sondern Reden von Funktionären, die sie teilweise im Ausland gehalten hatten.

## Das Verfahren gegen Abgeordnete der DEP
Auf Betreiben der damaligen Ministerpräsidentin Tansu Çiller entzog das Parlament der Türkei am 2. März 1994 sechs Abgeordneten der DEP und einem parteilosen (kurdischen) Abgeordneten die Immunität. Es waren der Vorsitzende der DEP und Abgeordneter für Diyarbakır Hatip Dicle, der Abgeordnete für Şırnak, Orhan Doğan, der Abgeordnete für Muş, Sırrı Sakık, die Abgeordnete für Diyarbakır, Leyla Zana, der Abgeordnete für Mardin, Ahmet Türk und der parteilose Abgeordnete für Şırnak, Mahmut Alınak. Kurz darauf wurde auch dem DEP Abgeordneten Selim Sadak die Immunität entzogen. Nachdem ein Antrag an das Verfassungsgericht, den Beschluss des Parlaments für ungültig zu erklären, nur für Selim Sadak erfolgreich war, kamen sechs Abgeordnete am 17. März 1993 in U-Haft. Vor dem Staatssicherheitsgericht (SSG) in Ankara wurde gegen sie ein Verfahren wegen Hochverrat eröffnet.
Mit dem Verbot der Partei verloren 13 Abgeordnete der DEP ihr Mandat. Von ihnen gingen Remzi Kartal, Ali Yiğit, Zübeyir Aydar, Mahmut Kılınç, Nizamettin Toğuç und Naif Güneş ins Ausland. Selim Sadak und Sedat Yurtdaş blieben in der Türkei. Sie stellten sich der Staatsanwaltschaft in Ankara am 1. Juli 1994 und kamen am 12. Juli 1994 in Untersuchungshaft. Gegen sie wurde im September 1994 ein Verfahren eröffnet, dass am 9. November 1994 mit dem am 3. August 1994 eröffneten Verfahren gegen die anderen Abgeordneten verbunden wurde.
Am 8. Dezember 1994 verurteilte das SSG Ankara die Abgeordneten Leyla Zana, Selim Sadak, Ahmet Türk, Hatip Dicle und Orhan Doğan nach Artikel 168 Strafgesetzbuch der Türkei zu je 15 Jahren Haft. Sedat Yurtdaş erhielt eine Haftstrafe von 7 Jahren, 6 Monaten und Sırrı Sakık und Mahmut Alınak erhielten Haftstrafen von je 3 Jahren und 6 Monaten. Der Kassationshof bestätigte am 26. Oktober 1995 die Strafen gegen Leyla Zana, Selim Sadak, Hatip Dicle und Orhan Doğan. Die Strafen für Sedat Yurtdaş, Mahmut Alınak, Sırrı Sakık und Ahmet Türk wurden aufgehoben. In der Revision wurden sie freigesprochen. Am 17. Juli 2001 entschied der EGMR, dass dieses Verfahren nicht fair war. In der Entscheidung des EGMR wurde nicht nur die Präsenz des Militärrichters kritisiert, sondern auch die ungenügende Zeit der Verteidigung, sich zu einem veränderten Strafvorwurf zu äußern, bemängelt. Es wurde auch gerügt, dass die Verteidigung keine Gelegenheit hatte, Schlüsselzeugen in der Hauptverhandlung zu befragen.
Auf internationalen Druck wurde das Verfahren am SSG Ankara wieder aufgenommen. Es fanden 15 Verhandlungen statt, die in einem erneuten Schuldspruch endeten. Am 14. Juli 2004 hob der Kassationshof dieses Urteil auf, nachdem er zuvor die Entlassung der Angeklagten angeordnet hatte. Es musste erneut verhandelt werden. Inzwischen war das SSG Ankara in 11. Kammer für schwere Straftaten Ankara umbenannt worden. Bis zum 7. März 2007 wurde erneut verhandelt und dieses Mal verhängte das Gericht Strafen von 7 Jahren und 6 Monaten Haft für die gleiche Straftat, weil der Artikel 168 im Strafgesetzbuch der Türkei (TCK) aF ein höheres Strafmaß erforderte, als der ihm entsprechende Artikel 314 TCK nF, der seit dem 1. Juni 2005 in Kraft ist.

## Das Verbot der DEP
Am 2. November 1993 stellte der Staatsanwalt am Kassationshof einen Antrag auf Verbot der DEP. Die Partei habe gegen die Verfassung und das Parteiengesetz verstoßen. Zwei Reden des ehemaligen Vorsitzenden der DEP wurden als Beleg gesehen, dass die Partei die Integrität des Staates und Einheit der Nation untergraben hätten. Am 16. Juni 1994 entschied das Verfassungsgericht, die DEP zu verbieten. Dreizehn Abgeordneten, darunter Hatip Dicle wurde das Mandat entzogen.
Am 23. August 1994 legte Hatip Dicle im Namen der Partei Beschwerde bei der Europäischen Kommission für Menschenrechte (EKMR) ein. Sie erklärte die Beschwerde am 2. September 1996 für zulässig und verwies sie am 1. November 1999 an das EGMR. In seiner Entscheidung vom 10. Dezember 2002 erkannte der EGMR auf eine Verletzung des Artikel 11 EMRK (Organisationsfreiheit). In dem Urteil kritisierte der EGMR zunächst, dass das Verfassungsgericht in der Türkei nicht überprüft habe, ob die Satzung der Partei legal sei. Es habe sich ausschließlich auf Aktionen der Partei konzentriert. Der EGMR lehnte es daher ab, sich mit der Behauptung, dass einige Mitglieder der Partei verurteilt wurden, zu befassen. Was die Deklaration des Zentralkomitees und die Reden angehe, so enthielten sie nach Meinung des EGMR eine harte Kritik gegen die Politik der Türkei bezüglich der Bürger kurdischer Herkunft. Es sei aber nicht zu sehen, dass gegen fundamentale Prinzipien verstoßen wurde. Für die Beurteilung sei wichtig, ob die führenden Personen in der Partei sich für den Einsatz von Gewalt als politischem Mittel ausgesprochen hätten. Das sei aber nicht der Fall. Nur eine im Irak gehaltene Rede könnte als Aufruf zur Gewalt verstanden werden. Allerdings sei dies die Ansicht einer einzelnen Person, die einst der Partei vorgestanden habe. Die Rede sei aber im Ausland und nicht in der türkischen Sprache gehalten worden, so dass sie kaum Wirkung in der Türkei gehabt haben dürfte. Aus diesen Gründen könne eine solche Rede nicht zu einer so einschneidenden Maßnahme wie der Auflösung der Partei führen.

## Morde an Politikern und Attentate auf Büros der DEP
Aus den Reihen der DEP gehörten ebenso wie bei der Vorgängerpartei HEP oder auch nachfolgenden Parteien wie DEHAP oder HADEP Mitglieder und Funktionäre zu den zivilen Opfern der Gewalt, die in der Türkei in den 1990er Jahren besonders heftig war. Das bekannteste Opfer war der Abgeordnete für die Provinz Mardin, Mehmet Sincar. Er wurde zusammen mit Metin Özdemir, einem Funktionär der Partei, am 4. September 1993 in Batman ermordet. Am 19. August 1993 war in Batman der DEP Politiker Mehmet Yeşil ermordet worden. Weitere Todesopfer aus dem Jahre 1993 sind: Musa Ak (20. August 1993 in Diyarbakır), Habip Kılıç (2. September 1993 in Batman), Abbas Demiroğlu (18. September 1993 in Diyarbakır), Şevket Epözdemir (26. November 1993 in Tatvan) und Eyüp Gökoğlu (4. November 1993 in Urfa). Der Jahresbericht der Stiftung für Menschenrechte in der Türkei für das Jahr 1994 listete 26 getötete Politiker auf. Darunter waren auch Angehörige von bürgerlichen Parteien wie der RP, CHP, DYP und der ANAP. 17 Politiker aber waren für die pro-kurdischen Parteien HEP, DEP und HADEP aktiv gewesen.
An verschiedenen Orten wurden Büros der DEP beschossen und bombardiert. Am 18. Februar 1994 explodierte eine Bombe im Hauptquartier der Partei in Ankara. Eine Person wurde getötet und 16 Personen wurden verletzt.